# ペイントボール

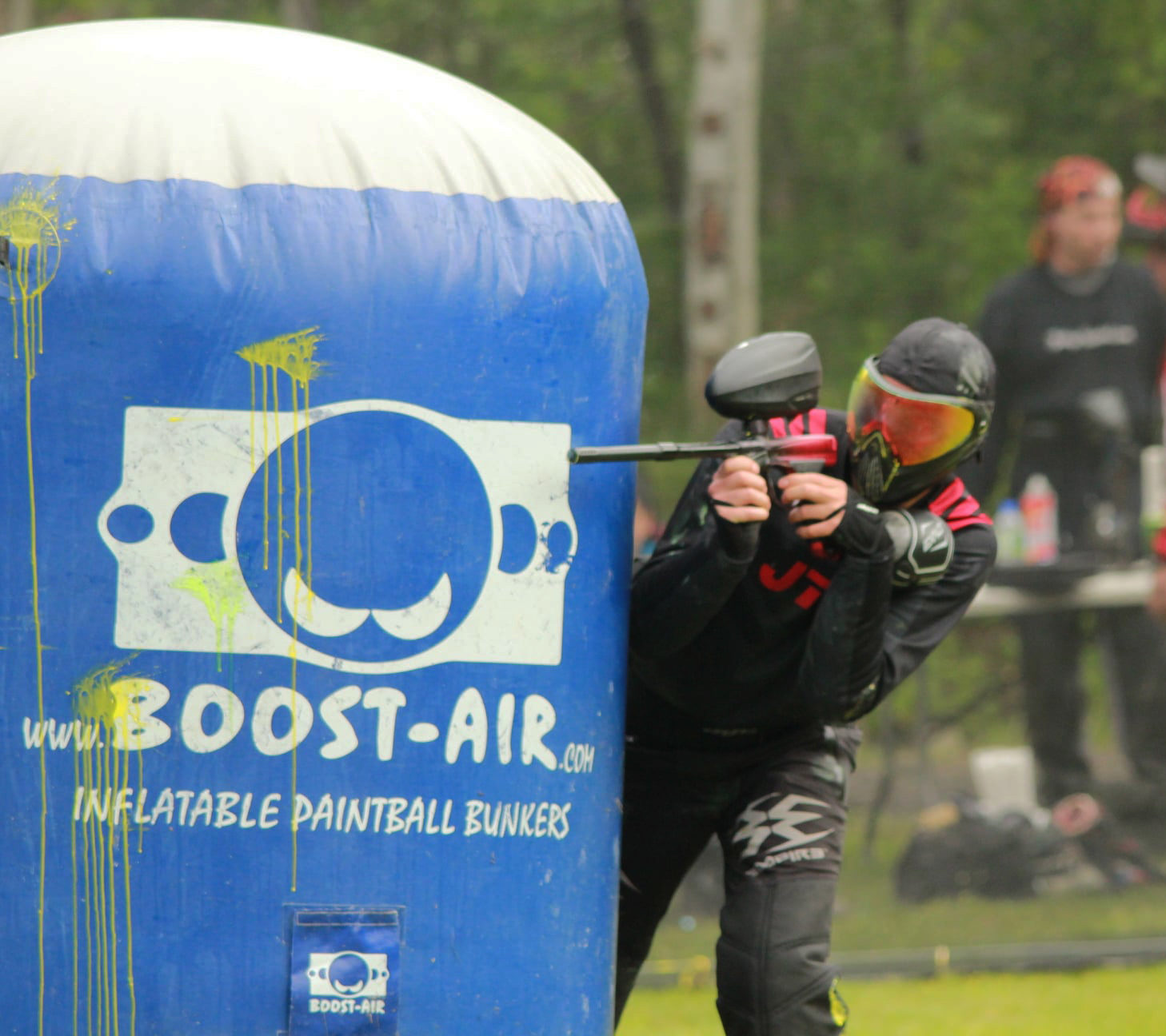
ペイントボール

ペイントボールとは、アメリカ合衆国発祥のスポーツ。
本競技では参加者が（炭酸ガス、窒素ガス、更に1995年からは圧縮空気）などの圧縮ガスを利用した銃でペイントボールと呼ばれる小石サイズ（17mmが主流で他のサイズも稀に存在する）の、野菜の色素を基にして作られた無毒性塗料入りの弾丸（ペイント弾）を対戦相手に向けて発射し勝敗を競うスポーツの一形態である。いろいろとある対戦形式の中で最も人気の高いのが、「フラッグ奪取」と呼ばれるゲームであり、このゲームでは2つのチームがお互いの陣地に置いてある旗印を相手チームから撃たれること無く奪い取ることを目的としている。また、別の人気ゲームとして、「殲滅ゲーム」があり、文字通りこれは相手チームのメンバー全員をペイントボールで撃って倒すことを目的としている。
1981年にニューハンプシャー州にてBob Gurnsey、Hayes Noel　そしてCharles Gainesらが、マーカーと呼ばれる牛や樹に印をつけるための銃を使って世界で初めてペイントボールのゲームが行った。その後、初の賞金付トーナメントが1983年に執り行われた。
ペイントボールマーカーあるいはペイント銃と呼ばれる装備は名前が違うだけで同じものである。しかしながら、「銃」という言葉に含まれる悪いイメージをプレイヤーは嫌うためマーカーという装備名が好んで使用される。マーカー以外のペイントボールゲームの装備として他に種々のプロテクターが用いられる。これに使用されるペイント弾はゼラチンカプセルを利用しており、BB弾を利用するエアソフトのように、競技の後に弾丸が何ヶ月（生分解性プラスチックを使った物でも2～3年）も放置される事が無く、水ですぐ溶けるので速やかに自然に帰ることも競技愛好者筋に好まれている。

## ペイントボールの形式
ウッズボール
ウッズボールはプレイされるペイントボールの中でももっとも一般的で古くから楽しまれているものである。たいていのウッズボールのゲーム場は両チーム数十名のプレイヤーが動き回るに足るだけの広い場所が選ばれる。そして木の枝や木の葉などで覆われた「掩蔽壕（えんぺいごう）」がゲームに先立って作られ利用されることもある。ウッズボールは通常他のゲームよりもゲーム時間が長く、全く違う戦術が要求される。スピードボールというゲームではスピードと連射速度が勝利のカギとなるのに対し、ウッズボールは戦略、チームワーク、周囲への溶け込み（掩蔽壕を利用して隠れること）、大規模な作戦行動そして我慢強さが非常に重要なポイントである。日本のサバイバルゲームの原型とされている。
スピードボール
スピードボールはその姉妹ゲームであるウッズボールよりも速く電撃的にプレイされる。使用されるフィールドもウッズボールと比べて非常に狭く、おおよそテニスコート2面分である。多くのスピードボールフィールドでは空気を入れて膨張させるバリケードが用いられ、チーム内メンバー数も3から10人程度である。相手チームとの戦闘距離が非常に近いため動きが活発であり、スライディングやヘッドスライディングでバリケードに飛び込む激しいアクションも要求される。またバリケードを多用したり、相手チーム内のバリケードに駆け込んで至近距離から敵にアタックするといったスピード感あふれるスリリングなゲーム展開が楽しめる。マーカーに関してもウッズボール用と比べて、連射速度が速い、小さい、軽いそしてより高価であることが挙げられる。
チーム単位でルールにのっとったプレイが要求されるこのスピードボールはトーナメントにおける基本競技となっており、世界には多くのリーグが存在する。世界の三大ナショナルトーナメントはNPPL、PSP、そしてNXLでありそのほかにもCFOAやNEPLといった地方で行われるトーナメントも存在する。
シナリオ
シナリオペイントボールはノルマンジー上陸作戦といった歴史的な戦闘そして近代的な人質救出任務を多いときには参加人数数百人という非常に大きな規模で再現しようというプレイスタイルである。シナリオゲームは最短で数時間、複雑なものになると数日間もの間競技が続けられる。規模が大きい場合、決められた間隔でプレイヤーが引き上げたり再投入されたりする。このシナリオゲームは多くの場所でプレーされており、様々な土地で熱心なプレイヤーがこのプレイスタイルを広めるべくゲームを行っている。シナリオゲームフィールドとして有名なのが、ペンシルベニア州ジムスロープにあるスカーミッシュペイントボールであり、ここでは毎年数回シナリオペイントボールが開催される。ここではロシアでのスターリングラード攻防戦、そして前述のノルマンディー上陸作戦（Dデーとも呼ばれる）のリエナクメントが行われその規模は年々大きくなり、ゆくゆくはここでのゲームが世界最大規模になるといわれている。2005年のDデーリエナクメントには4,000人以上の人が参加したといわれている。
ガントレット
ガントレットは一対一で行われる対決形式の勝負である。このゲームにはペイント弾に対する制限が無く、お互いのプレイヤーはほかのほとんどのゲームと同様にフィールドの端からゲームを開始する。ガントレットゲームは大規模なリエナクメントゲームの最中、再投入されるまでの待ち時間をつぶすために都合がいいため、人気が出てきている。

## トーナメント

### 歴史
ペイントボールがプレイされるようになった黎明期からトーナメント形式のペイントボールはプレイスタイルの一つとして認識されていた。しかしながら、ここ十五年でトーナメント形式のペイントボールはぐっと本格的になった。かつては伝統的なウッズボールでプレイされていたトーナメントであるが、近年急激に膨張可能な掩蔽壕を用いたスピードボールにその競技種目が取って代わられている。最もよく使われる、掩蔽壕はSup'Air社製である。これらの掩蔽壕は膨らませること、空気を抜いて折りたたむこと、またマッチステージからトーナメントステージにフィールドを変える際にフィールド内で持ち運ぶことが非常に簡単に行える。

### トーナメントの形式
最も一般的なトーナメントの形式はチーム内に3名・5名ないし7名のプレイヤーがいる状態で1ゲームごとに一つのフィールドで2チームが対戦を行うというものである。ゲームの目的は通常フィールドの真ん中に置かれている旗を奪い、自陣やその付近の掩蔽壕に取り付けることである。ゲームごとに勝利チームにポイントが加算される。旗を奪取するに当たって相手チームのプレイヤーを倒すことも求められる。トーナメントの形式によっては相手チームを全員倒し、旗を奪いそしてその旗を自陣に持ち帰って掲げることでパーフェクトスコアが与えられる。
Xボールは新しいタイプのプレイ形式であり、20分間の中でできるだけ多くのラウンドをこなし、旗のありか、相手チームの残存プレイヤー数によって勝敗が決定される。各チームは5人のメンバーからなり旗を一回奪うたびに1ポイント獲得する。試合は10分間に2分割され、旗が奪われるたびに時計が止められる。そしてまた次のゲームをすぐに開始しそれと同時に時間計測が再開される。コーチングも許されていて、エリアサイドラインから戦略をプレイヤーに伝えることができるが、このルールは7人制のトーナメントでは適用されない。多くのプレーヤーが非常に質の高く連射速度に優れたマーカー（電磁バルブやマイクロスイッチ等といった回路によって電子制御されている）を使っている。

### 組織編制
現時点でアメリカにおけるNXL（全米Xボールリーグ）、NPPL（世界プロペイントボールリーグ）、PSP（ペイントボール促進会）、NCPA（全米大学ペイントボール協会）などのプロリーグ及び準プロリーグが毎年非常にレベルの高く、よく企画されたペイントボール競技会を開いている。これらが唯一のリーグというわけではなく、全米をはじめ世界各国のほとんどの地域にリーグが存在する。例えば、ミレニアムシリーズ、「前」ヨーロッパXボールリーグ、センチュリオサーキットXSPLそしてそのほか数多のリーグが存在しており、多くのチームとファンをひきつけてやまない。通常リーグ戦はトーナメントの試合で構成されるが、地域的でその地方がスポンサーするトーナメントがほとんどである。

### Xボール
Xボールはペイントボールに大きな転換期をもたらすべく生み出された、スピードボールよりも早く、激しいトーナメント形式である。Richmond Italiaによって考え出され、また独自のNXL（全米Xボールリーグ）と呼ばれるリーグを有する。最高18人までのチームが一度に最高5人までフィールドに入り相手チームのフラッグを奪って勝敗を競う。試合の最後でより得点を稼いだチームの勝ちで、通常スコアは10対5、20対18といった感じになる。近年、NXLの世界チャンピオン選手権がアメリカでテレビ放映された。

## 試合
旗奪取
昔から小学校で行われていた旗取りゲームにペイントボールの案をミックスさせた遊び。両チームがフィールドの反対からゲームを始め、相手チームの旗を取り、一方でディフェンスが自陣の旗を守ることで成り立つ試合方法である。相手チームの旗を取り、決められた場所に旗を置くか、自陣のスタートラインまで持ってくることで勝利となる。
トーナメントでは、相手チームを全滅させた一方で味方が全員無事で相手の旗を決められた時間内に奪取した場合、そのチームは相手のチームを「完璧った (Maxed) 」と英語で呼ばれる。つまり相手のチームを完璧に圧倒し、考えられる最高の点数 (Maximum) を得たという意味である。
センターフラッグ
上に非常に近い形式だが、旗が自陣でなくフィールドの中央に掲げられているという違いがある。この場合、両チームが旗を求めて中央付近で激戦が繰り広げられる。
殲滅ゲーム
殲滅（せんめつ）ゲームでは2チームが最後の1人になるまで戦い続けるもの。（タイゲームのときは、レフェリーが試合運びにより勝敗を下す権利を持つ）

## プレイヤーのタイプ
プレイヤーは通常、3つのレベルに振り分けられることができる。1:遊びでやる人、2:真剣にプレーする人（目的は遊び）、3:トーナメントに出場するプロ・セミプロ選手である。セミプロ以上ともなると、自分のペイントボール装備に10万円以上の投資を躊躇無く行う。これらの選手は3～10人ほどから構成されるチームでトーナメントに参加している。上述の通り、トーナメントのほとんどがテニスコート2面分の敷地で行われるスピードボール形式の旗奪取ゲームで行われる。マーカーは高価で最新式の場合、700~1,500米ドルすると言われている。入門用のものでは手ごろな80~300米ドルである。
目的が遊びではあるが、熱心なプレイヤーは相対的に見て単に遊びとしてプレイする人たちよりもわずかに高い金額の金を投資する傾向にあり、装備のアップグレード等に資金を使う。これらの人も、年に2~3回ほど地元のトーナメント戦にそこのフィールドを本拠とするチームに参加して出場する。
プレーヤーの多くが単に遊びでプレーしているといわれる。彼らの多くが、管理されたフィールドでペイントボールを楽しんでいる。通常これらの管理フィールドは非常にルールが厳しく、安全策が重視される。またレフェリーも存在する。私有地を使ってプレーする人もいる。私有地を使用するに当たっては地主から許可を得てプレーをしない限り、不法侵入として違反行為になってしまうので注意が必要である。この場合縛られたルールが無いので自分たちでルールを考えて自分たち独自でゲームを組み立てることができるという利点がある。ただし、安全策がこれらの私有地でとられなかった場合、責任問題となるので注意が必要である。

## 一般的なルール
初めてフィールドで試合をする場合、フィールドルールをしっかりと頭に入れる必要がある。以下に示される種々のルールはほとんどのフィールドで一般的なものである。これはあくまでルールであり、試合の上手い運び方については乗っていない。ペイントボールの戦術に関してはペイントボールの戦略を参照。

### 何を持ってヒットとするのか？
もし体や装備品（マーカーなど）が撃たれて、ペイント弾がはじけた場合、ヒット（命中）とみなされる。もし、体に当たる前にペイント弾がはじけたということが証明できる場合か、体に弾が当たった形跡が見当たらない場合は声をあげて“ペイントチェック!”と言わなければならない。審判が来て判定を下す。通常はもし痕が見つからなかったり、コインサイズよりも小さな染みしかついてない場合はヒットとはみなされない。ちなみに当たり前であるが審判にシロと判定されたからといってその後不死身になるわけではない。直撃ではなく遮蔽物に命中したスプラッシュでのヒット判定は一般的にはペイント弾1発分の量とされる。

### Xメーター/フィート降伏ルール
フィールドによってはもし相手に気づかれずにあいてのX(チームによって異なる）メートル/フィートまで接近した場合自分が撃つ前に“降伏しろ！”（サバイバルゲームにおけるフリーズコールと同じ考えであるが、日本と違いFreezeとは言わずにSurrenderという）と言って相手に降伏を促すことができる。もし相手がその命令に従った場合（具体的には顔を上に向けるか、両手かマーカーを宙に挙げること）ヒットとみなされ、戦列を離れなければならない。しかしながら、もしもその敵がなんらかの敵対行為（具体的には振り向いて撃とうとした）を行った場合は至近距離であってもこちらから撃って倒すこともできる。
ほとんどのトーナメントプレーにおいて、降伏ルールは適用されない。無防備な相手プレイヤーを見つけたら撃ちたおすことができる。フィールドを駆け抜けながらできるだけ多くの相手プレイヤーを沈めて行くという行動が今ではむしろ重要視されている。もう一つの行動パターンが掩蔽壕を利用した戦い方である。相手チーム陣地のすぐ近くにある掩蔽壕にスニーキングしていき、至近距離から相手を壊滅させる戦法である。すばやく、相手陣地に近づけば近づくほど相手の油断しているプレーヤーを簡単に倒すことができ、また彼らに反撃の機会をほとんど与えず、また失射も距離が近いためほとんどおきない。

## 安全対策
安全対策はペイントボールをプレーするに当たって最も重視されねばいけない課題であり、厳しくルールが課せられている。これにより、プレイヤーはプレー中、さらにはフィールド外（抜け番を待っている間）であっても常時特製ゴーグルとフェイスマスクを付けていなければいけない。いかなる理由があろうとも、プレイ中のフィールドでゴーグルをはずすことは厳禁されている。
もしゴーグルがペイントや泥、汗にまみれて前が見えず安全にフィールドを脱出することが困難な場合、両手を挙げて“フォッグ（曇った）”と叫ばなければならない。審判かほかのプレイヤーがセーフティーゾーンまでこの人を誘導する。
ゲーム中にゴーグルが地面に落ちてしまった場合、すぐさま「ゴーグルを拾うのではなく」膝を折って腕で顔を覆い隠し、助けを呼ぶ必要がある。審判や他プレイヤーが同上の対応をとる。

## ペイントボールの姉妹ゲーム
エアソフト（日本国内ではサバイバルゲームと呼ばれる）はペイントボールに良く似たスポーツであるが、ペインターではなくエアソフトガンにBB弾と呼ばれる弾を装填してゲームをするものである。テレビゲーム作品ではWii Uソフト「スプラトゥーン」が、本作自体は用意されたフィールドにより大きな面積の色を塗った側のチームが勝者となるルールであるものの、複数のプレイヤーがインクを撃ち合う点についてペイントボールと似ていると言われる。

## 世界のペイントボールの状況
日本

## 典型的な誤解
プレイヤーの中にも、それからもちろんペイントボールを見たことすらない人にもペイントボールに対する誤解がいまだに根強い。

### 戦争と暴力
もっとも大きな誤解はペイントボールは戦争の再現でしかないということである。多くの人はペイントボールが戦争を賛美し、暴力を肯定するものであるという否定的見解を有している。しかしこれは真実とは程遠い。ペイントボールフィールドにおいて物理的な"暴力"は厳禁とされており、人を「匹」で勘定して獣呼ばわりするといった言葉による暴力も認められていない。ほとんどのフィールドは専用に設計されており、カラフルな膨張式掩蔽壕やそれに順ずるものが設置されている。近年のペイントマーカーは実銃とはかけ離れた姿をしている。たしかに戦争の再現であるDデーリエナクメントがオクラホマ州で行われてはいるが、彼らの目的はあくまで歴史の再演であり戦争の賛美と暴力の助長にあるわけではない。
この手の誤解は政治家にまで及んでおり、ドイツでは2009年3月に発生した乱射事件の犯人がペイントボールプレーヤーであったことから、ペイントボールを規制する法案が出現するという事態が発生(結局見送られたが)している。(アームズマガジン2009年8月号内　森永みぐ「みぐの今月のぼやき」より)

### 怪我と危険性
もうひとつの誤解が、ペイントボールは撃ち合いをするのであぶないのではないか？ と考えられることである。各保険会社による近年の統計によるとペイントボールは伝統的なサッカーなどのスポーツよりも安全であることが証明されている。フィールド内外ではフェイスマスクの着用は絶対である。すべてのフィールドにおけるレギュレーションも厳しく、銃口初速は100m/秒から93m/秒以下でなければいけない。各プレイヤーがルールを守る限りではペイントボールは比較的安全な競技であるといえる。

### 装備品の品質
多くの新たにペイントボールをはじめたプレイヤーほど、高価な装備品が勝利のカギであると思っている。いいマーカーが出ているにもかかわらず、多くのチームはいまだに少し古い型のマーカーを使っており、それでいて戦績は非常に優れていることもある。例えば、スパイダーと呼ばれるマーカーは入門機種であるが、バッドカンパニーというプロチームのメンバーはこの入門機種を好んで使っている。ゲームの勝敗を分けるのは装備品の性能でなく完全にプレイヤーの腕次第である。1,000米ドルもの最新式マーカーを装備したビギナーは100米ドルの入門銃をもつ経験豊富なプレイヤーに十中八九やられるといわれている。